# Melanoleuca
Melanoleuca is een geslacht van schimmels uit de familie Tricholomataceae.

## Kenmerken
De vorm van de hoed is meestal golvend, hoogstens licht gewelfd of minimaal ingedeukt in het centrum. De hoed heeft aan de bovenzijde een witachtige, bruine of grijze kleur. De lamellen zijn meestal gelobd, aan de steel gehecht en iets schuin aflopend. Ze hebben een witte tot okergele kleur met een roze glans. De sporenprint is wit tot gebroken wit. De steel is fijnkorrelig, gedeeltelijk gegroefd en vaak verdikt aan de basis. Aangetroffen in bossen begroeid met gras, langs de weg en in parken.
De sporen van Melanoleuca zijn 7,0–11,0 × 4,0–6,0 µm, dunwandig, ellipsoïde, amyloïde geornamenteerd met wratten. Ze lijken erg op de sporen van Leucopaxillus, maar Melanoleuca-sporen vormen hilarvlek (plek zonder ornamentatie). Basidia zijn meestal 4-sporig, cilindrisch tot clavaat. Pleurocystidia en cheilocystidia kunnen aanwezig of afwezig zijn; indien aanwezig zijn ze urticoïde en dunwandig of spoelvormig tot lageniform en dikwandig. Ze kunnen kristallen hebben die aan de top zijn ingelegd. Cystidia zijn erg belangrijk om soorten binnen dit geslacht te scheiden. De pileipellis is een trichoderm, soms een cutis. De hymenofoor trama is parallel. Gespen ontbreken in alle delen van het vruchtlichaam.

## Soorten
In Nederland komen 13 soorten voor:
1. Berijpte veldridderzwam (Melanoleuca subpulverulenta) - zeer zeldzaam
2. Bleke veldridderzwam (Melanoleuca strictipes) - zeldzaam
3. Bundelveldridderzwam (Melanoleuca turrita) - zeer zeldzaam
4. Donkere veldridderzwam (Melanoleuca brevipes) - zeldzaam
5. Duinveldridderzwam (Melanoleuca cinereifolia) - vrij algemeen
6. Grijze veldridderzwam (Melanoleuca exscissa) - algemeen
7. Kale veldridderzwam (Melanoleuca melaleuca) - matig algemeen
8. Kortstelige veldridderzwam  (Melanoleuca atripes) - algemeen
9. Okerkleurige veldridderzwam (Melanoleuca cognata) - vrij algemeen
10. Olijfbruine veldridderzwam (Melanoleuca polito-inaequalipes) - zeldzaam
11. Spikkelsteelveldridderzwam (Melanoleuca verrucipes) - vrij algemeen
12. Streepsteelveldridderzwam (Melanoleuca grammopodia) - matig algemeen
13. Tengere veldridderzwam (Melanoleuca rasilis) - matig algemeen
14. Zwartwitte veldridderzwam (Melanoleuca polioleuca) - zeer algemeen

Volgens Index Fungorum telt het geslacht 230 soorten (peildatum augustus 2023):
| Soortnaam                                                    | Auteur(s)                                                      | Publicatiejaar |
| ------------------------------------------------------------ | -------------------------------------------------------------- | -------------- |
| Melanoleuca abutyracea                                       | (Cleland) Grgur.                                               | 1985           |
| Melanoleuca acris                                            | (Peck) Murrill                                                 | 1914           |
| Melanoleuca acystidiata                                      | Para, Antonín, Ševčíková, Ďuriška & Tomšovský                  | 2021           |
| Melanoleuca adstringens                                      | (Pers.) Konrad                                                 | 1927           |
| Melanoleuca adusta                                           | Murrill                                                        | 1939           |
| Melanoleuca alabamensis                                      | Murrill                                                        | 1914           |
| Melanoleuca albomarginata                                    | Antonín, Ďuriška, Jančovičová, Para & Tomšovský                | 2021           |
| Melanoleuca alutaceopallens                                  | (P. Karst.) Konrad & Maubl.                                    | 1937           |
| Melanoleuca amica                                            | (Fr.) Singer                                                   | 1943           |
| Melanoleuca ammophila                                        | Antonín, Ďuriška, Jančovičová, Para & Tomšovský                | 2021           |
| Melanoleuca angelesiana                                      | A.H. Sm.                                                       | 1944           |
| Melanoleuca angustifolia                                     | Murrill                                                        | 1914           |
| Melanoleuca anomala                                          | Murrill                                                        | 1913           |
| Melanoleuca arcuata                                          | (Bull.) Singer                                                 | 1935           |
| Melanoleuca atripes (Donkere veldridderzwam)                 | Boekhout                                                       | 1988           |
| Melanoleuca australis                                        | Murrill                                                        | 1945           |
| Melanoleuca avellaneifolia                                   | Murrill                                                        | 1913           |
| Melanoleuca balansae                                         | (Speg.) Singer                                                 | 1952           |
| Melanoleuca bataillei                                        | Malençon                                                       | 1975           |
| Melanoleuca bicolor                                          | Murrill                                                        | 1913           |
| Melanoleuca borealis                                         | L.S. Gillman & O.K. Mill.                                      | 1977           |
| Melanoleuca brachyspora                                      | Harmaja                                                        | 1985           |
| Melanoleuca bresadolana                                      | Bon                                                            | 1988           |
| Melanoleuca brevipes (Kortstelige veldridderzwam)            | (Bull.) Pat.                                                   | 1900           |
| Melanoleuca brevispora                                       | Singer                                                         | 1954           |
| Melanoleuca brunnea                                          | Kalamees                                                       | 1987           |
| Melanoleuca calceifolia                                      | Murrill                                                        | 1946           |
| Melanoleuca californica                                      | Murrill                                                        | 1913           |
| Melanoleuca candida                                          | Singer                                                         | 1943           |
| Melanoleuca castaneofusca                                    | Contu                                                          | 1998           |
| Melanoleuca catalaunica                                      | Singer                                                         | 1935           |
| Melanoleuca cavipes                                          | Métrod ex Bon                                                  | 1990           |
| Melanoleuca centralis                                        | (Peck) Murrill                                                 | 1914           |
| Melanoleuca chalcibasis                                      | Voto, Maraia & Milanese                                        | 2022           |
| Melanoleuca chifengense                                      | X.D. Yu & H.B. Guo                                             | 2021           |
| Melanoleuca chifengensis                                     | X.D. Yu & H.B. Guo                                             | 2021           |
| Melanoleuca chrysenteroides                                  | (Peck) Murrill                                                 | 1914           |
| Melanoleuca cinchonensis                                     | (Murrill) Singer                                               | 1943           |
| Melanoleuca cinereifolia (Duinveldridderzwam)                | (Bon) Bon                                                      | 1978           |
| Melanoleuca citrinifolia                                     | Murrill                                                        | 1938           |
| Melanoleuca clelandii                                        | Grgur.                                                         | 1985           |
| Melanoleuca cognata (Okerkleurige veldridderzwam)            | (Fr.) Konrad & Maubl.                                          | 1927           |
| Melanoleuca communis                                         | Sánchez-García & J. Cifuentes                                  | 2013           |
| Melanoleuca compressipes                                     | Murrill                                                        | 1914           |
| Melanoleuca congregata                                       | Bertault ex Contu                                              | 1993           |
| Melanoleuca conspurcata                                      | (Sacc.) Pegler                                                 | 1986           |
| Melanoleuca contracta                                        | Métrod ex Fontenla, Gottardi & Para                            | 2006           |
| Melanoleuca crassotunicata                                   | Singer                                                         | 1943           |
| Melanoleuca cremeospora                                      | Singer                                                         | 1989           |
| Melanoleuca curtipes                                         | (Fr.) Bon                                                      | 1972           |
| Melanoleuca davisiae                                         | (Peck) Murrill                                                 | 1914           |
| Melanoleuca decembris                                        | Métrod ex Bon                                                  | 1986           |
| Melanoleuca dehiscens                                        | (Sacc.) Singer                                                 | 1942           |
| Melanoleuca demangei                                         | (Pat.) Zhu L. Yang                                             | 2000           |
| Melanoleuca deserticola                                      | (Speg.) Singer                                                 | 1952           |
| Melanoleuca deusta                                           | (Cleland) Grgur.                                               | 1985           |
| Melanoleuca dichropus                                        | (Fr.) Murrill                                                  | 1911           |
| Melanoleuca dirensis                                         | F. Nawaz, Jabeen & Khalid                                      | 2017           |
| Melanoleuca diverticulata                                    | G. Moreno & Bon                                                | 1980           |
| Melanoleuca dominicana                                       | Angelini, Para & Vizzini                                       | 2020           |
| Melanoleuca dryophila                                        | Murrill                                                        | 1913           |
| Melanoleuca earleae                                          | Murrill                                                        | 1914           |
| Melanoleuca eccentrica                                       | A.H. Sm.                                                       | 1944           |
| Melanoleuca edura                                            | (Banning & Peck) Murrill                                       | 1914           |
| Melanoleuca eduriformis                                      | Murrill                                                        | 1914           |
| Melanoleuca electropoda                                      | Maire & Malençon                                               | 1975           |
| Melanoleuca exscissa (Grijze veldridderzwam)                 | (Fr.) Singer                                                   | 1935           |
| Melanoleuca farinacea                                        | Murrill                                                        | 1913           |
| Melanoleuca favrei                                           | Bon                                                            | 1990           |
| Melanoleuca ferruginescens                                   | Murrill                                                        | 1945           |
| Melanoleuca floridana                                        | Murrill                                                        | 1945           |
| Melanoleuca fontenlae                                        | Para, Antonín, Ďuriška, Ševčíková & Tomšovský                  | 2021           |
| Melanoleuca fulvidisca                                       | Murrill                                                        | 1945           |
| Melanoleuca fumosella                                        | Murrill                                                        | 1914           |
| Melanoleuca fumosolutea                                      | (Peck) Murrill                                                 | 1914           |
| Melanoleuca furva                                            | (Fr.) Neuhoff                                                  | 1967           |
| Melanoleuca fusca                                            | (Cleland) Grgur.                                               | 1985           |
| Melanoleuca galbuserae                                       | Antonín, Ševčíková, Para & Tomšovský                           | 2021           |
| Melanoleuca graminicola                                      | Kühner & Maire                                                 | 1934           |
| Melanoleuca grammopodia (Streepsteelveldridderzwam)          | (Bull.) Murrill                                                | 1914           |
| Melanoleuca granadensis                                      | Armada                                                         | 2020           |
| Melanoleuca gravis                                           | (Peck) Murrill                                                 | 1914           |
| Melanoleuca griseobrunnea                                    | Antonín, Ďuriška & Tomšovský                                   | 2017           |
| Melanoleuca griseoflava                                      | X.D. Yu & H.B. Guo                                             | 2021           |
| Melanoleuca griseofumosa                                     | Secr. ex Singer & Clémençon                                    | 1973           |
| Melanoleuca herrerae                                         | Sánchez-García & J. Cifuentes                                  | 2013           |
| Melanoleuca heterocystidiosa                                 | (Beller & Bon) Bon                                             | 1984           |
| Melanoleuca humilis                                          | (Pers.) Pat.                                                   | 1900           |
| Melanoleuca hygrophorus                                      | Murrill                                                        | 1945           |
| Melanoleuca impolitoides                                     | (Peck) Murrill                                                 | 1914           |
| Melanoleuca infantilis                                       | (Peck) Murrill                                                 | 1914           |
| Melanoleuca intervenosa                                      | Métrod ex Bon                                                  | 1990           |
| Melanoleuca jaliscoensis                                     | Sánchez-García, J. Cifuentes & Guzm.-Dáv.                      | 2013           |
| Melanoleuca juliannae                                        | Rimóczi, Antonín, L. Nagy & Tomšovský                          | 2014           |
| Melanoleuca kashmirensis                                     | R. Khurshed, Z. Ullah, Jabeen, H. Ahmad & Khalid               | 2020           |
| Melanoleuca kauffmanii                                       | Murrill                                                        | 1914           |
| Melanoleuca kavinae                                          | (Pilát & Veselý) Singer                                        | 1936           |
| Melanoleuca krieglsteineri                                   | Pázmány                                                        | 1987           |
| Melanoleuca lapataiae                                        | Raithelh.                                                      | 1971           |
| Melanoleuca lasciviformis                                    | Murrill                                                        | 1946           |
| Melanoleuca leucophylloides                                  | (Bon) Bon                                                      | 1980           |
| Melanoleuca leucopoda                                        | X.D. Yu                                                        | 2014           |
| Melanoleuca lewisii                                          | A.H. Sm. & P.M. Rea                                            | 1944           |
| Melanoleuca longipes                                         | Murrill                                                        | 1914           |
| Melanoleuca longispora                                       | Singer                                                         | 1952           |
| Melanoleuca longisterigma                                    | Sánchez-García & J. Cifuentes                                  | 2013           |
| Melanoleuca luteolosperma                                    | (Britzelm.) Singer                                             | 1935           |
| Melanoleuca luteomaculans                                    | (G.F. Atk.) Murrill                                            | 1914           |
| Melanoleuca mackleri                                         | Singer                                                         | 1989           |
| Melanoleuca maculatescens                                    | (Peck) Murrill                                                 | 1914           |
| Melanoleuca magna                                            | (Banning & Peck) Murrill                                       | 1914           |
| Melanoleuca malenconii                                       | Bon                                                            | 1990           |
| Melanoleuca malodora                                         | Murrill                                                        | 1942           |
| Melanoleuca media                                            | (Paulet) Bon                                                   | 1978           |
| Melanoleuca melaleuca (Kale veldridderzwam)                  | (Pers.) Murrill                                                | 1911           |
| Melanoleuca melaleuciformis                                  | Murrill                                                        | 1946           |
| Melanoleuca melaniceps                                       | (Cooke & Massee) Pegler                                        | 1965           |
| Melanoleuca melanosarx                                       | Singer                                                         | 1954           |
| Melanoleuca memmingeri                                       | Murrill                                                        | 1914           |
| Melanoleuca meridionalis                                     | G. Moreno & Barrasa                                            | 1978           |
| Melanoleuca metrodiana                                       | Bon                                                            | 1988           |
| Melanoleuca microcephala                                     | (P. Karst.) Singer                                             | 1935           |
| Melanoleuca microsperma                                      | Murrill                                                        | 1946           |
| Melanoleuca montana                                          | (Sacc.) Singer                                                 | 1935           |
| Melanoleuca myceniformis                                     | Singer                                                         | 1969           |
| Melanoleuca nigrescens                                       | (Bres.) Bon                                                    | 1978           |
| Melanoleuca odorifera                                        | Murrill                                                        | 1914           |
| Melanoleuca olesonii                                         | Murrill                                                        | 1913           |
| Melanoleuca oreades                                          | Murrill                                                        | 1913           |
| Melanoleuca oreina                                           | (Fr.) Kühner & Maire                                           | 1934           |
| Melanoleuca paedida                                          | (Fr.) Kühner & Maire                                           | 1934           |
| Melanoleuca paeonia                                          | (Fr.) Murrill                                                  | 1914           |
| Melanoleuca pallida                                          | (Peck) Murrill                                                 | 1914           |
| Melanoleuca pallidicutis                                     | Bresinsky                                                      | 2006           |
| Melanoleuca pallidorosea                                     | X.D. Yu & H.B. Guo                                             | 2021           |
| Melanoleuca parisianorum                                     | R. Haller Aar. ex Bon                                          | 1987           |
| Melanoleuca parisiorum                                       | R. Haller Aar.                                                 | 1953           |
| Melanoleuca peralba                                          | Murrill                                                        | 1942           |
| Melanoleuca permixta                                         | Raithelh.                                                      | 1974           |
| Melanoleuca phaeopodia                                       | (Bull.) Murrill                                                | 1914           |
| Melanoleuca piperata                                         | (Peck) Murrill                                                 | 1914           |
| Melanoleuca piperatiformis                                   | Murrill                                                        | 1946           |
| Melanoleuca planiceps                                        | (Peck) Singer                                                  | 1943           |
| Melanoleuca platyphylla                                      | Murrill                                                        | 1913           |
| Melanoleuca platyphylloides                                  | Murrill                                                        | 1945           |
| Melanoleuca polioleuca (Zwartwitte veldridderzwam)           | (Fr.) Kühner & Maire                                           | 1934           |
| Melanoleuca polito-inaequalipes (Olijfbruine veldridderzwam) | Béguet ex M. Traverso & Zotti                                  | 2002           |
| Melanoleuca porphyropoda                                     | X.D. Yu                                                        | 2014           |
| Melanoleuca portolensis                                      | Murrill                                                        | 1913           |
| Melanoleuca praebulbosa                                      | Murrill                                                        | 1942           |
| Melanoleuca praecox                                          | Murrill                                                        | 1914           |
| Melanoleuca privernensis                                     | (Consiglio, Contu, Setti & Vizzini) Consiglio, Setti & Vizzini | 2010           |
| Melanoleuca pseudobrevipes                                   | Bon                                                            | 1990           |
| Melanoleuca pseudoevenosa                                    | Bon ex Bon & G. Moreno                                         | 1980           |
| Melanoleuca pseudoluscina                                    | Bon                                                            | 1980           |
| Melanoleuca pseudopaedida                                    | Bon                                                            | 1990           |
| Melanoleuca queletii                                         | Bon                                                            | 1990           |
| Melanoleuca rasilis (Tengere veldridderzwam)                 | (Fr.) Singer                                                   | 1939           |
| Melanoleuca reae                                             | Singer                                                         | 1935           |
| Melanoleuca resplendens                                      | (Fr.) Murrill                                                  | 1914           |
| Melanoleuca rhinaria                                         | (Berk. & M.A. Curtis) Murrill                                  | 1914           |
| Melanoleuca rimosa                                           | (Peck) Murrill                                                 | 1914           |
| Melanoleuca robertiana                                       | Bon                                                            | 1990           |
| Melanoleuca robusta                                          | (Bres.) Fontenla, Gottardi & Para                              | 2003           |
| Melanoleuca roseobrunnea                                     | Murrill                                                        | 1913           |
| Melanoleuca rudericola                                       | Murrill                                                        | 1913           |
| Melanoleuca rufipes                                          | Bon                                                            | 1978           |
| Melanoleuca russula                                          | (Scop.) Murrill                                                | 1914           |
| Melanoleuca russuloides                                      | (Murrill) Murrill                                              | 1952           |
| Melanoleuca schumacheri                                      | (Fr.) Singer                                                   | 1943           |
| Melanoleuca serratifolia                                     | (Peck) Murrill                                                 | 1914           |
| Melanoleuca silvatica                                        | (Peck) Murrill                                                 | 1914           |
| Melanoleuca silvaticoides                                    | Murrill                                                        | 1945           |
| Melanoleuca sparrei                                          | Singer                                                         | 1953           |
| Melanoleuca spegazzinii                                      | (Sacc. & D. Sacc.) Singer                                      | 1952           |
| Melanoleuca stepposa                                         | Vacek                                                          | 1950           |
| Melanoleuca striatella                                       | Murrill                                                        | 1913           |
| Melanoleuca strictipes (Bleke veldridderzwam)                | (P. Karst.) Jul. Schäff.                                       | 1951           |
| Melanoleuca stridula                                         | (Fr.) Singer                                                   | 1943           |
| Melanoleuca striimarginata                                   | Métrod ex Bon                                                  | 1990           |
| Melanoleuca subacida                                         | Murrill                                                        | 1914           |
| Melanoleuca subacris                                         | Murrill                                                        | 1942           |
| Melanoleuca subalpina                                        | (Britzelm.) Bresinsky & Stangl                                 | 1976           |
| Melanoleuca subcinerea                                       | (Peck) Murrill                                                 | 1914           |
| Melanoleuca subcylindrispora                                 | Murrill                                                        | 1945           |
| Melanoleuca subdura                                          | (Banning & Peck) Murrill                                       | 1914           |
| Melanoleuca subexcentrica                                    | Bon                                                            | 1990           |
| Melanoleuca subfuliginea                                     | Murrill                                                        | 1914           |
| Melanoleuca subfulvidisca                                    | Murrill                                                        | 1949           |
| Melanoleuca sublanipes                                       | Fontenla, Para & Vizzini                                       | 2011           |
| Melanoleuca sublurida                                        | Murrill                                                        | 1913           |
| Melanoleuca submaculata                                      | (Peck) Murrill                                                 | 1914           |
| Melanoleuca submulticeps                                     | Murrill                                                        | 1913           |
| Melanoleuca subpulverulenta (Berijpte veldridderzwam)        | (Pers.) Singer                                                 | 1939           |
| Melanoleuca subrimosa                                        | Murrill                                                        | 1942           |
| Melanoleuca subsaponacea                                     | (Peck) Murrill                                                 | 1914           |
| Melanoleuca subsilvatica                                     | Murrill                                                        | 1949           |
| Melanoleuca substrictipes                                    | Kühner                                                         | 1978           |
| Melanoleuca subterrea                                        | Murrill                                                        | 1914           |
| Melanoleuca subterreiformis                                  | Murrill                                                        | 1945           |
| Melanoleuca subtransmutans                                   | Murrill                                                        | 1914           |
| Melanoleuca subvelata                                        | Murrill                                                        | 1913           |
| Melanoleuca subvolkertii                                     | Murrill                                                        | 1945           |
| Melanoleuca tabularis                                        | Konrad                                                         | 1927           |
| Melanoleuca tanana                                           | L.S. Gillman & O.K. Mill.                                      | 1977           |
| Melanoleuca tenuipes                                         | Murrill                                                        | 1913           |
| Melanoleuca terraeolens                                      | (Peck) Murrill                                                 | 1914           |
| Melanoleuca testata                                          | (Britzelm.) Singer                                             | 1935           |
| Melanoleuca thujina                                          | (Peck) Murrill                                                 | 1914           |
| Melanoleuca tottenii                                         | Murrill                                                        | 1914           |
| Melanoleuca trentonensis                                     | (Peck) Murrill                                                 | 1914           |
| Melanoleuca tristis                                          | M.M. Moser                                                     | 1991           |
| Melanoleuca tucumanensis                                     | Singer                                                         | 1952           |
| Melanoleuca turrita (Bundelveldridderzwam)                   | (Sacc.) Singer                                                 | 1935           |
| Melanoleuca umbrinella                                       | (Speg.) Singer                                                 | 1952           |
| Melanoleuca unakensis                                        | Murrill                                                        | 1914           |
| Melanoleuca ustaliformis                                     | Murrill                                                        | 1945           |
| Melanoleuca utahensis                                        | L.S. Gillman & McKnight                                        | 1977           |
| Melanoleuca variabilis                                       | Antonín, Ďuriška, Jančovičová, Para & Tomšovský                | 2021           |
| Melanoleuca verrucipes (Spikkelsteelveldridderzwam)          | (Fr.) Singer                                                   | 1939           |
| Melanoleuca vinosa                                           | (G. Stev.) E. Horak                                            | 1971           |
| Melanoleuca virginea                                         | Murrill                                                        | 1942           |
| Melanoleuca viscosa                                          | (Peck) Murrill                                                 | 1914           |
| Melanoleuca volkertii                                        | Murrill                                                        | 1914           |
| Melanoleuca watsonii                                         | Murrill                                                        | 1945           |
| Melanoleuca wrightii                                         | Raithelh.                                                      | 1971           |
| Melanoleuca xavieri                                          | Singer                                                         | 1989           |
| Melanoleuca yatesii                                          | Murrill                                                        | 1914           |
| Melanoleuca yucatanensis                                     | Guzmán & Bon                                                   | 1984           |
| Melanoleuca zaaminensis                                      | Kalamees                                                       | 1987           |